# LED 백라이트 LCD

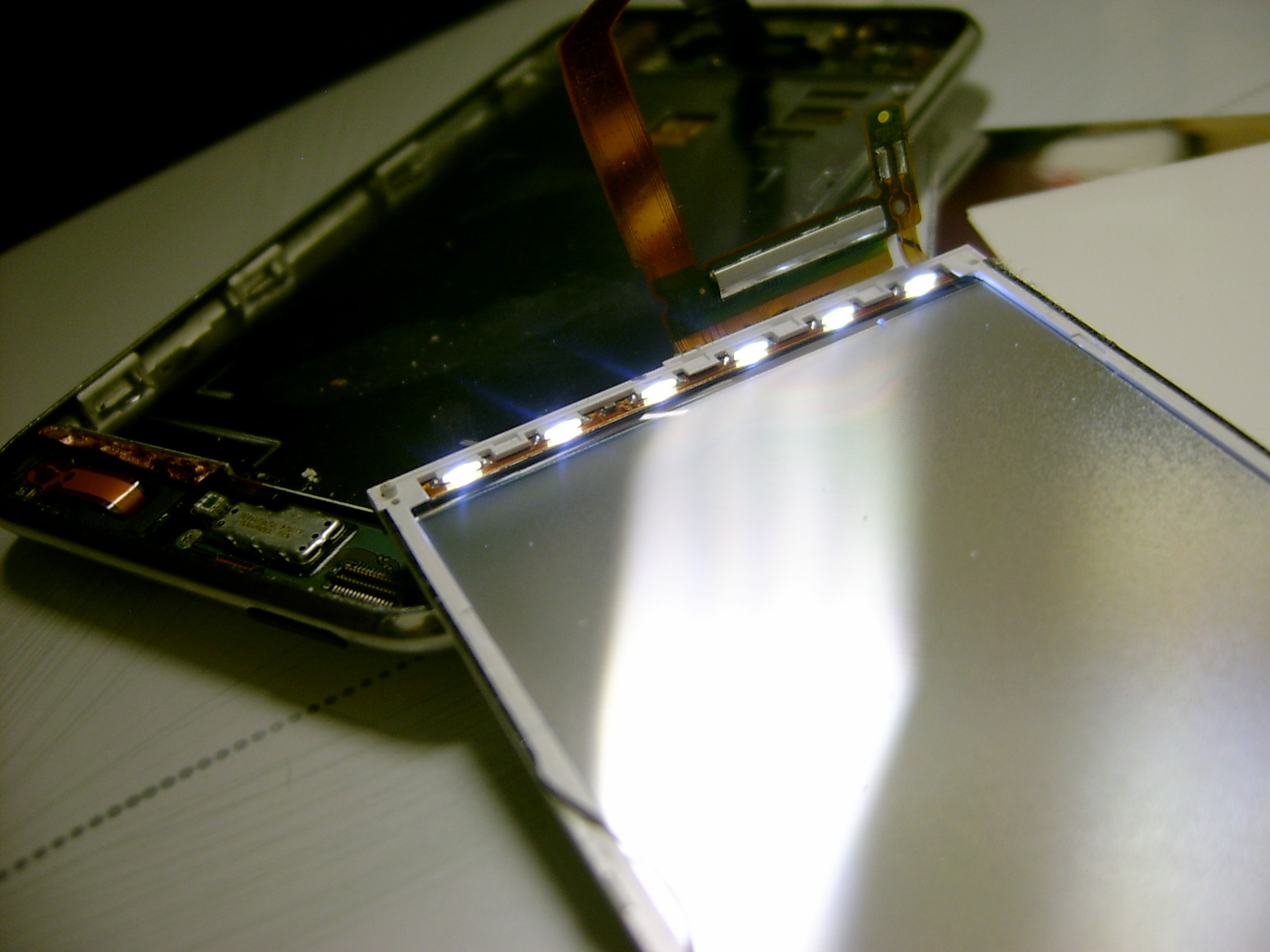
분해된 애플 아이팟 터치에서 기기와 함께 켜진 흰색 가장자리 LED 배열을 보여준다.

LED 백라이트 LCD(LED-backlit LCD)는 기존의 냉음극관 (CCFL) 백라이트 대신 LED를 백라이트로 사용하는 액정 디스플레이이다. LED 백라이트 디스플레이는 CCFL 백라이트 LCD와 동일한 박막 트랜지스터 액정 디스플레이 (TFT LCD) 기술을 사용하지만, 여러 면에서 CCFL 백라이트 LCD보다 장점을 제공한다.
LED 백라이트와 LCD 패널의 조합을 사용하는 텔레비전은 때때로 LED TV로 광고되지만, 실제로는 LED 디스플레이가 아니다.
백라이트 LCD는 유기 발광 다이오드 및 마이크로LED 디스플레이와 달리 픽셀에 진정한 검은색을 구현할 수 없다. 이는 "꺼진" 상태에서도 검은색 픽셀이 백라이트로부터 일부 빛을 통과시키기 때문이다. 일부 LED 백라이트 LCD는 로컬 디밍 존을 사용하여 디스플레이의 밝은 영역과 어두운 영역 사이의 대비를 높이지만, 이는 조명 영역 내부 또는 인접한 어두운 픽셀에 "번짐" 또는 "후광" 효과를 유발할 수 있다.

## CCFL 백라이트 LCD와의 비교

### 장점
이전 CCFL 백라이트와 비교할 때, LED 백라이트는 다음을 제공한다:

- 더 넓은 색역 (RGB-LED 또는 QDEF 사용)[4][5] 및 디밍 범위[6][7]
- 더 높은 명암비
- 매우 얇음 (일부 화면은 에지 라이트 패널에서 두께가 0.5 인치 (13 mm) 미만)
- 훨씬 가볍고 시원하며, 비슷한 CCFL 총 섀시 및 시스템 무게의 절반에 달한다.
- 일반적으로 20~30% 낮은 전력 소비 및 더 긴 수명
- 더 높은 신뢰성[8]

## LED 배치

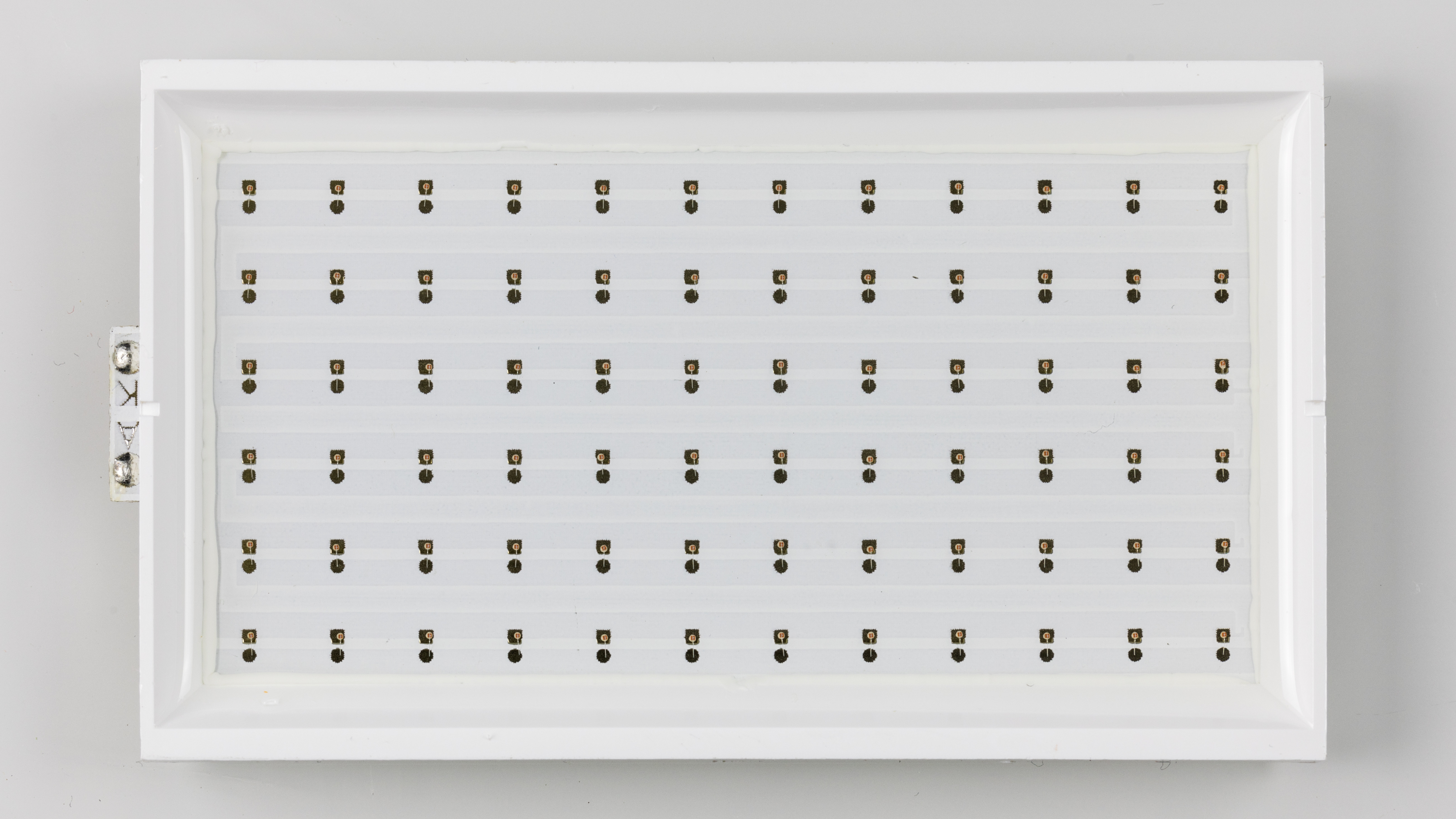
LCD의 단일 직하형 LED 클러스터

LED 백라이트는 CCFL (형광) 램프를 소량에서 수백 개의 흰색, RGB 또는 파란색 LED로 대체한다. LED 백라이트 LCD는 에지 라이트 또는 직하형일 수 있다:
- 에지 라이트 (ELED): LED가 화면 가장자리를 따라 선을 이룬다. 추가적으로 다음을 지원할 수 있다:
  - 프레임 디밍: 로컬 디밍이 지원되는 것처럼 보이지만 단일 존으로만 표시되는 콘텐츠에 따라 전체 백라이트 밝기를 조절한다.
  - 로컬 디밍: 여러 수직 또는 수평 존이 개별적으로 제어된다.
- 직하형 (DLED) 또는 풀 어레이: LED가 화면 바로 뒤에 일정한 간격으로 배열된다. 추가적으로 다음을 지원할 수 있다:
  - 프레임 디밍: 로컬 디밍이 지원되는 것처럼 보이지만 단일 존으로만 표시되는 콘텐츠에 따라 전체 백라이트 밝기를 조절한다.
  - 로컬 디밍: 여러 직하형 LED 클러스터(직사각형)가 개별적으로 제어된다. 일반적으로 풀 어레이 로컬 디밍 (FALD)이라고 불린다.

또한, 빛을 화면 뒤에 균일하게 분산시키기 위해 특수 확산 패널(도광판, LGP)이 자주 사용된다.
백라이트의 로컬 디밍 방식은 화면의 특정 어두운 영역의 광도 수준을 동적으로 제어할 수 있어 훨씬 더 높은 동적 명암비를 제공하지만, 별이 빛나는 하늘이나 그림자 세부 사항과 같이 어두운 배경에 있는 작고 밝은 개체의 세부 사항이 줄어드는 단점이 있다.
2016년 캘리포니아 대학교 (버클리)의 연구에 따르면 일반적인 명암 소스 재료 수준에서 주관적으로 인지되는 시각적 향상은 약 60개의 LCD 로컬 디밍 존에서 평준화된다.

## 기술
LED 백라이트 LCD는 자체 발광이 아니다 (순수 LED 시스템과 달리). LED를 사용하여 LCD 패널을 백라이트하는 방법은 여러 가지가 있는데, 패널 뒤에 흰색 또는 RGB (빨간색, 녹색, 파란색) LED 배열을 사용하거나 엣지-LED 조명 (TV 내부 프레임 주변에 흰색 LED와 LCD 패널 뒤에 빛을 균일하게 분산시키는 빛 확산 패널을 사용)을 사용하는 것이 포함된다. LED 백라이트의 변화는 다양한 이점을 제공한다. 최초의 상업용 풀 어레이 LED 백라이트 LCD TV는 소니 퀄리아 005 (2004년 출시)였는데, 기존 CCFL LCD 텔레비전의 약 두 배의 색역을 생성하기 위해 RGB LED 배열을 사용했다. 이는 빨간색, 녹색, 파란색 LED가 날카로운 스펙트럼 피크를 가지고 있어 (LCD 패널 필터와 결합하여) 인접한 색상 채널로의 블리드 스루(Bleed-through)를 현저히 줄여주기 때문에 가능했다. 원치 않는 블리드 스루 채널이 원하는 색상을 덜 "희게" 만들어 더 넓은 색역을 생성한다. RGB LED 기술은 BRAVIA LCD 모델에 계속 사용되고 있다. 흰색 LED를 사용하는 LED 백라이트는 개별 LCD 패널 필터에 공급되는 더 넓은 스펙트럼 소스 (CCFL 소스와 유사)를 생성하여 RGB LED보다 제한된 디스플레이 색역을 낮은 비용으로 제공한다.
"LED TV"로 묘사되는 텔레비전은 LCD 기반이며, LED는 비디오 정보를 사용하여 동적으로 제어된다 (동적 백라이트 제어 또는 동적 "로컬 디밍" LED 백라이트, HDR, 고동적 범위 텔레비전으로도 판매되며, 필립스 연구원 Douglas Stanton, Martinus Stroomer 및 Adrianus de Vaan이 발명했다)
에너지 표준의 발전과 전력 소비에 대한 대중의 기대 증가는 백라이트 시스템이 전력을 관리할 필요성을 만들었다. 다른 가전 제품 (예: 냉장고 또는 전구)과 마찬가지로 텔레비전 세트에 대한 에너지 소비 등급이 의무화된다. 미국, EU, 호주, 중국 등에서 TV 세트의 전력 등급에 대한 표준이 도입되었다. 2008년 연구에 따르면 유럽 국가들 중 전력 소비는 화면 크기만큼이나 소비자들이 텔레비전을 선택할 때 가장 중요한 기준 중 하나였다.
PWM (펄스 폭 변조)을 사용하면 LED의 강도는 일정하게 유지되지만 밝기 조절은 이러한 일정한 광원 강도 광원의 깜박이는 시간 간격을 변경함으로써 이루어지는 기술이다. 백라이트는 화면에 나타나는 가장 밝은 색상으로 디밍되는 동시에 LCD 명암을 최대 달성 가능한 수준으로 높여 인지되는 명암비를 크게 증가시키고, 동적 범위를 증가시키며, LCD의 시야각 의존성을 개선하고, 전력 소비를 크게 줄인다.
LED 동적 백라이트 제어와 반사 편광판 및 프리즘 필름(필립스 연구원 Adrianus de Vaan과 Paulus Schaareman이 발명)의 조합은 이러한 "LED"(LCD) 텔레비전을 이전 브라운관 기반 세트보다 훨씬 효율적으로 만들어 2017년 전 세계적으로 600 TWh의 에너지 절약을 가져왔는데, 이는 전 세계 모든 가구의 전기 소비량의 10% 또는 전 세계 모든 태양 전지 생산량의 두 배에 해당한다.
프리즘 및 반사 편광 필름은 일반적으로 3M에서 제조 및 공급하는 소위 DBEF 필름을 사용하여 구현된다. 단축 방향으로 정렬된 중합된 액정(복굴절 폴리머 또는 복굴절 접착제)을 사용하는 이러한 반사 편광 필름은 1989년 필립스 연구원 Dirk Broer, Adrianus de Vaan 및 Joerg Brambring에 의해 발명되었다.
최초의 동적 "로컬 디밍" LED 백라이트는 2003년 브라이트사이드 테크놀로지스에 의해 공개적으로 시연되었으며, 이후 전문 시장(예: 비디오 후반 작업)을 위해 상업적으로 도입되었다. 엣지 LED 조명은 2008년 9월 소니가 40-인치 (1,000 mm) BRAVIA KLV-40ZX1M (유럽에서는 ZX1으로 알려짐)에 처음 도입했다. LCD용 엣지-LED 조명은 더 얇은 하우징을 가능하게 한다. 소니 BRAVIA KLV-40ZX1M은 두께가 1cm이며, 다른 제품들도 매우 얇다.
LED 백라이트 LCD는 플라스마 및 CCFL LCD TV보다 수명이 길고 에너지 효율이 좋다. CCFL 백라이트와 달리 LED는 제조에 수은을 사용하지 않으므로 환경 오염 물질이 아니다. 그러나 LED 이미터 제조에는 다른 원소 (예: 갈륨 및 비소)가 사용된다. 화면 폐기 문제에 대한 더 나은 장기적인 해결책인지에 대한 논쟁이 있다.
LED는 CCFL보다 더 빠르게 켜고 끌 수 있으며 더 높은 광 출력을 제공할 수 있으므로 이론적으로 매우 높은 명암비를 제공할 수 있다. 깊은 검은색(LED 꺼짐)과 높은 밝기(LED 켜짐)를 생성할 수 있다. 그러나 순수 검은색 및 순수 흰색 출력에서 측정한 값은 엣지-LED 조명으로 인해 이러한 출력을 화면에 동시에 재현할 수 없으므로 복잡하다.
수천 개의 WLED로 구성된 풀 어레이 미니-LED 백라이트는 2017년 TV 및 모바일 장치용으로 연구되고 있었다.
LED 백라이트의 흰색 LED는 더 밝지만 더 빨리 성능이 저하되는 특수 규산염 인광 물질을 사용할 수 있다. LED의 크기는 LED 백라이트 LCD의 베젤 크기를 결정하는 요소 중 하나이다.

### 퀀텀닷 인핸스먼트 필름 (QDEF)
퀀텀닷은 광발광성이다. 이들은 특정하고 좁은 정규 분포의 파장으로 빛을 방출하기 때문에 디스플레이에 유용하다. LCD 백라이트에 가장 적합한 백색광을 생성하기 위해 청색 발광 LED의 빛 일부가 퀀텀닷에 의해 작은 대역폭의 녹색 및 적색광으로 변환되어 결합된 백색광이 LCD 패널의 RGB 색상 필터에 의해 거의 이상적인 색역을 생성할 수 있도록 한다. 퀀텀닷은 퀀텀닷 인핸스먼트 필름으로 별도의 층에 있거나 LCD 색상 필터에 일반적으로 사용되는 안료 기반 녹색 및 적색 레지스트를 대체할 수 있다. 또한 중간 색상이 더 이상 존재하지 않고 LCD 화면의 색상 필터에 의해 필터링될 필요가 없으므로 효율성이 향상된다. 이는 가시광선 스펙트럼에서 색상을 더 정확하게 렌더링하는 디스플레이를 초래할 수 있다. 디스플레이용 퀀텀닷 솔루션을 개발하는 회사로는 나노시스, 나노시스의 라이선스 사용자로서 3M, 매사추세츠주 렉싱턴의 QD Vision, 스위스의 아반타마 등이 있다. 이러한 유형의 백라이트는 소비자 가전 전시회 2015에서 다양한 TV 제조업체에 의해 시연되었다. 삼성은 2017년 CES에서 첫 번째 'QLED' 퀀텀닷 디스플레이를 선보였고, 이후 기술 마케팅을 위해 하이센스 및 TCL과 함께 'QLED Alliance'를 결성했다.

### 미니 LED
미니 LED 디스플레이는 미니 LED 기반 백라이트를 사용하는 LED 백라이트 LCD로, 천 개 이상의 풀 어레이 로컬 디밍(FALD) 존을 지원하여 더 깊은 검은색과 더 높은 명암비를 제공한다. 미니 LED 백라이트를 사용하는 제품의 예로는 애플의 2021년형 12.9인치 아이패드 프로가 있다.

### 백라이트 디밍 깜빡임
LED 백라이트는 종종 공급 전류에 펄스 폭 변조를 적용하여 눈이 감지할 수 있는 것보다 더 빠르게 백라이트를 켜고 끔으로써 디밍된다. 디밍-펄스 주파수가 너무 낮거나 사용자가 깜빡임에 민감하면 낮은 재생률의 CRT 디스플레이의 깜빡임과 유사하게 불편함과 눈의 피로를 유발할 수 있다. 이는 화면 앞에서 손을 흔들어 간단하게 테스트할 수 있다. 손이 움직일 때 날카로운 가장자리를 보인다면 백라이트가 상당히 낮은 주파수로 깜빡이는 것이다. 손이 흐릿하게 보인다면 디스플레이는 지속적으로 켜져 있는 백라이트를 사용하거나 인지하기에는 너무 높은 주파수로 작동하는 것이다. 깜빡임은 디스플레이를 최대 밝기로 설정하여 줄일 수 있지만, 이는 이미지 품질을 저하시키고 전력 소비를 증가시킬 수 있다.